# Micrurus bogerti
Micrurus bogerti е вид влечуго от семейство Elapidae.

## Разпространение
Видът е разпространен в Мексико.